# Ammalo ammaloides
Ammalo ammaloides là một loài bướm đêm thuộc phân họ Arctiinae, họ Erebidae.